# Drathang Gön
| Tibetische Bezeichnung                          |
| ----------------------------------------------- |
| Tibetische Schrift: གྲ་ཐང་དགོན                    |
| Wylie-Transliteration: gra thang dgon           |
| Offizielle Transkription der VRCh: Chatang Goin |
| THDL-Transkription: Dratang Gön                 |
| Andere Schreibweisen: Drathang Gon              |
| Chinesische Bezeichnung                         |
| Vereinfacht: 扎塘寺                             |
| Pinyin:Zhātáng Sì                               |

Das Kloster Drathang Gön (tibetisch: གྲ་ཐང་དགོན, Umschrift nach Wylie: gra thang dgon, Zhatang-Kloster) ist ein buddhistisches Kloster im Kreis Dranang Dzong im Regierungsbezirk Lhokha im Autonomen Gebiet Tibet der Volksrepublik China. Die ursprünglichen Bauten des Klosters datieren auf das Jahr 1081. 
Das Kloster ist berühmt für seine Wandmalereien und steht seit 1996 auf der Denkmalliste der Volksrepublik China in Tibet.